# ESocial
O Sistema de Escrituração Digital das Obrigações Fiscais, Previdenciárias e Trabalhistas, ou apenas eSocial, é um sistema do Governo Federal do Brasil que visa centralizar, unificar e simplificar a prestação de informações das relações de natureza trabalhista. Por meio do sistema eletrônico disponibilizado em web service, os empregadores fornecem dados originados pelos vínculos com seus trabalhadores, tais como informações contratuais, saúde e segurança no trabalho, remunerações e pagamentos de salários, afastamentos, contribuições previdenciárias, retenções de imposto sobre a renda e informações sobre o FGTS.
Instituído pelo Decreto nº 8.373/2014, o eSocial surgiu com a finalidade de simplificar a prestação das informações referentes às obrigações fiscais, previdenciárias e trabalhistas, de forma a reduzir a burocracia para as empresas. A prestação das informações pelo sistema substituirá gradativamente o preenchimento e a entrega de formulários e declarações separados a cada ente.
A implantação do eSocial viabiliza a garantia aos direitos previdenciários e trabalhistas, racionaliza e simplifica o cumprimento de obrigações, elimina a redundância nas informações prestadas pelas pessoas físicas e jurídicas, e aprimora a qualidade das informações das relações de trabalho, previdenciárias e tributárias.
O projeto é uma ação conjunta do Ministério do Trabalho e Emprego, Ministério da Previdência Social, Secretaria da Receita Federal, Instituto Nacional do Seguro Social e Caixa Econômica Federal.

## Empregador Doméstico
A partir da promulgação da Emenda Constitucional n° 72/2013, a categoria doméstica passou a obter o gozo de vários direitos antes reservados apenas aos trabalhadores urbanos e rurais.
A partir de 01/10/2015, foi disponibilizado no site do eSocial o módulo Empregador Doméstico a fim de viabilizar o cálculo e pagamento do SIMPLES DOMÉSTICO, que é o regime unificado de todas as contribuições e encargos do empregador doméstico, instituído pela Lei Complementar 150, de 02/06/2015.
O cadastramento dos dados dos empregados é obrigatório para todos os empregadores domésticos e deve ser realizado no sítio do eSocial, o qual também deverá ser utilizado para geração mensal de guia única de recolhimento, denominada DAE-Documento de Arrecadação do eSocial.
O e-Social agrega em um único envio de informações para os relatórios como: CAGED, GFIP, RAIS e Receita Federal. O objetivo é simplificar e consolidar as informações para os órgãos envolvidos, empregados e empregadores e melhorar o controle das informações.

## Entidades governamentais e sistemas com acesso unificado ao eSocial
No sistema eSocial haverá 4 órgãos principais que estarão trabalhando em conjunto para centralizar e consolidar as informações trabalhistas, são estes os órgãos:
- Secretaria da Receita Federal do Brasil – RFB;
- Caixa Econômica Federal;
- Instituto Nacional do Seguro Social – INSS
- Ministério do Trabalho – MTb

São exatamente 15 (quinze) obrigações em que as empresas terão acesso através deste único sistema, sendo elas:
1. GFIP  – Guia de Recolhimento do FGTS e de Informações à Previdência Social
2. CAGED – Cadastro Geral de Empregados e Desempregados para controlar as admissões e demissões de empregados sob o regime da CLT
3. RAIS – Relação Anual de Informações Sociais.
4. LRE –  Livro de Registro de Empregados
5. CAT – Comunicação de Acidente de Trabalho
6. CD –  Comunicação de Dispensa
7. CTPS – Carteira de Trabalho e Previdência Social
8. PPP – Perfil Profissiográfico Previdenciário
9. DIRF – Declaração do Imposto de Renda Retido na Fonte
10. DCTF – Declaração de Débitos e Créditos Tributários Federais
11. QHT – Quadro de Horário de Trabalho
12. MANAD – Manual Normativo de Arquivos Digitais
13. Folha de pagamento
14. GRF – Guia de Recolhimento do FGTS
15. GPS – Guia da Previdência Social

## Obrigatoriedade para as empresas brasileiras
O sistema do eSocial é uma iniciativa que pretende organizar as informações da folha de pagamento das empresas. Deste modo foi criado pelo governo o cronograma do eSocial. Visto que a partir de janeiro de 2018 a medida é obrigatória para grandes empresas com faturamento superior a R$ 78 milhões por ano. A partir do segundo semestre (julho de 2018), torna-se obrigatório para todas as empresas do país – incluindo MEIs e pequenas empresas. A partir de 2019, a medida é direcionada também às empresas dos setores públicos.

Os prazos para a entrega das obrigatoriedades ao governo são curtos e apertados, por isso, é necessário ter recursos que facilitem o trâmite de envio das informações, como sistemas integrados unicamente para o eSocial.